# Lubuk Begalung Nan Xx

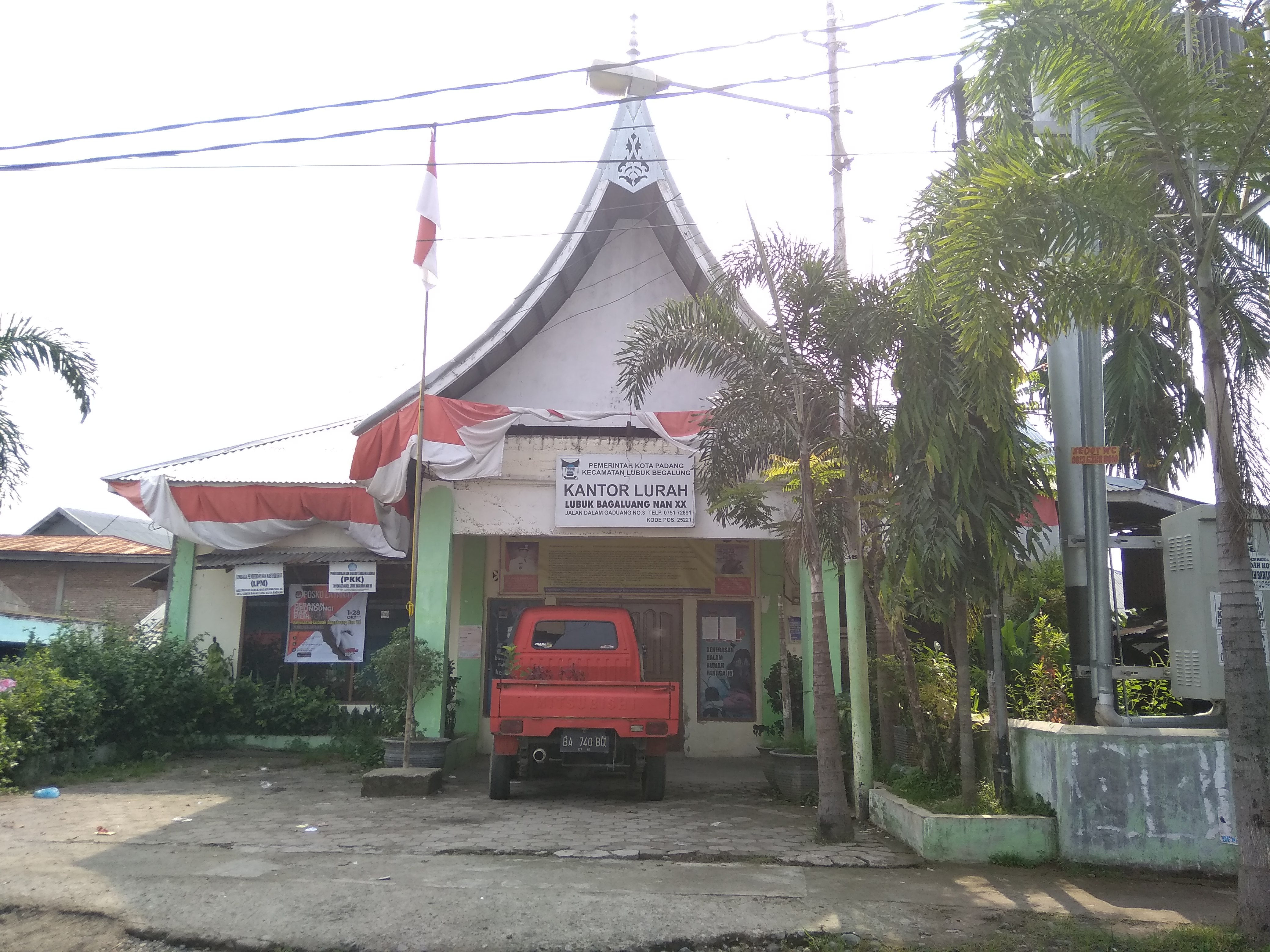
Bestuurslaag kantoor op Dalam Gadung straat

Lubuk Begalung Nan Xx is een bestuurslaag in het regentschap Padang van de provincie West-Sumatra, Indonesië. Lubuk Begalung Nan Xx telt 8335 inwoners (volkstelling 2010).